# 정순덕 (1935년)
정순덕(鄭順德, 1935년 11월 5일~)은 대한민국의 군인 출신 정치가이다. 제11·12·13·14대 국회의원을 지냈다. 본관은 진양.

## 학력
- 통영국민학교 졸업
- 통영수산공립중학교 졸업
- 통영고등학교 졸업
- 육군대학 졸업
- 국방대학원 졸업
- 연세대학교 경영대학 경영학과 졸업
- 육군사관학교 16기 졸업

## 경력
- 제11대 국회의원 전국구 / 민주정의당
- 국회 세법심의소위원회 위원장
- 국회 금융심의소위원회 위원장
- 국회 해외조세제도시찰단 단장
- 대통령비서실 정무제1수석비서관 (전두환 정부)
- 제12대 국회의원, 경남 충무시·통영군·거제군·고성군 / 민주정의당
- 민주정의당 사무총장
- 한·모로코 친선협회 회장
- 제13대 국회의원, 경남 충무시·통영군·고성군 / 민주정의당
- 제13대 국회 전반기 재무위원회 위원장
- 민주자유당 사무총장
- 민주자유당 제14대 국회의원 선거 공천심사위원회 위원
- 제14대 국회의원, 경남 충무시·통영군·고성군 / 민주자유당
- 한·폴란드 친선협회 회장
- 민주자유당 중앙상무위원회 의장
- 제14대 국회 후반기 예산결산특별위원회 위원장

## 역대 선거 결과
|  | 35.6% |

|  | 54.50% |

|  | 48.22% |

|  | 57.59% |

## 가족 관계
- 배우자: 송도순
  - 슬하: 1남 2녀